# 第92回凱旋門賞

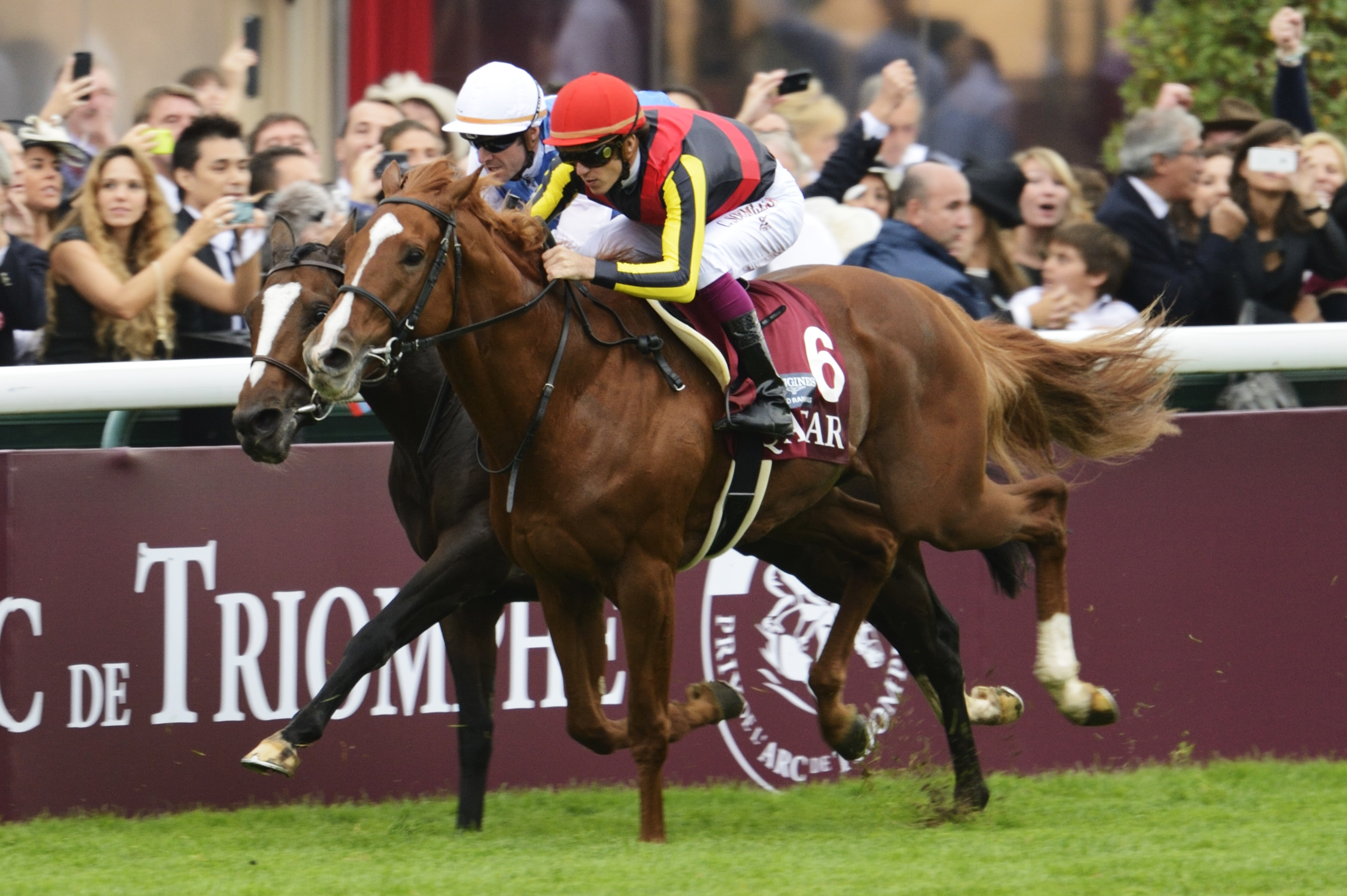
オルフェーヴル（ゴール前）

第92回凱旋門賞（だい92かいがいせんもんしょう）は、2013年10月6日にフランスのロンシャン競馬場において芝2400メートルで行われた競馬の競走である。日本からは2011年のクラシック三冠馬のオルフェーヴルと同年の東京優駿優勝馬のキズナが挑戦したが、フランス調教馬のトレヴが優勝。オルフェーヴルは2着、キズナは4着に敗れた。

## 条件
- 発走：15時15分（日本時間23時15分）
- 賞金総額：4,800,000ユーロ（1着賞金2,742,720ユーロ）
- 出走条件：3歳以上牡牝
- 天候：
- 馬場硬度：

## 日本馬のフランス遠征
オルフェーヴルは前年も凱旋門賞に出走した。しかし、最後の直線で先頭に立ったがゴール前で大きく斜走して失速、2着に惜敗した。
その直後から管理調教師の池江泰寿は「もうワンチャンスもらえれば、確実にいい結果が残せると思う」と発言しており、12月上旬に2013年も現役を続行することが発表された。
2013年の春は大阪杯に勝利したものの、次走に予定していた宝塚記念は追い切り後に発症した運動誘発性肺出血のために回避。
一時は「ローテーションについては全くの白紙」とされたが、後に凱旋門賞への出走が発表された。
キズナは、毎日杯、京都新聞杯を連勝し、東京優駿に向かった。陣営は「東京優駿に勝つこと」を条件に凱旋門賞への出走を表明し、実際に勝利したことでフランス遠征に踏み切った。
フランスへの遠征では、前哨戦として、キズナはニエル賞に、オルフェーヴルは前年に続きフォワ賞に出走した。ニエル賞は、同年のイギリスダービー馬のルーラーオブザワールド、パリ大賞勝ち馬のフリントシャーらが出走した。レースではキズナは後方待機から直線に向くとフリントシャーらを交わして先頭に立ち、猛追してきたルーラーオブザワールドも短頭差抑え切り優勝した。フォワ賞は、前年の英二冠馬のキャメロットが取り消し、9頭での競走となったが、オルフェーヴルは3馬身差の圧勝を飾った。

## レース施行前の状況

### 主な前哨戦の結果
| 施行日  | レース名                           | 格 | 着順 | 競走馬名       |
| ------- | ---------------------------------- | -- | ---- | -------------- |
| 9月1日  | バーデン大賞                       | G1 | 1着  | ノヴェリスト   |
| 9月7日  | アイリッシュチャンピオンステークス | G1 | 1着  | ザフューグ     |
| 9月15日 | ヴェルメイユ賞                     | G1 | 1着  | トレヴ         |
| 9月15日 | フォワ賞                           | G2 | 1着  | オルフェーヴル |
| 9月15日 | ニエル賞                           | G2 | 1着  | キズナ         |

### 各馬の状況
当初は凱旋門賞と同じ舞台で争われるパリ大賞に勝ったフリントシャーがブックメーカーの1番人気に推されていたが、フォワ賞とニエル賞の結果を受け、オルフェーヴルは3番人気から1番人気に、キズナは4番人気に支持されるようになった。
欧州調教馬の古馬は、前述のキャメロットと、前走のアイリッシュチャンピオンステークスを含むG1競走3勝のザフューグが枠順を決める前に取り消した。また、同年のキングジョージ6世&クイーンエリザベスステークスを従来のタイムを2秒以上縮めるレコードで快勝していたノヴェリストは、レース前日に熱発のために出走を回避した。
3歳馬は、前述のルーラーオブザワールド、フリントシャーの他に、同年のディアヌ賞（フランスオークス）とヴェルメイユ賞優勝馬のトレヴ、ジョッケクルブ賞（フランスダービー）優勝馬のアンテロ（ディアヌ賞、ジョッケクルブ賞は、いずれも芝2100メートル）、イギリスセントレジャー優勝馬のリーディングライトらが登録した。特にトレヴは4戦4勝と無敗での出走でもあり、多くのブックメーカーがオルフェーヴルに次ぐ2番人気に支持している。ただし、騎乗予定であったランフランコ・デットーリは直前の10月3日に骨折し、ティエリ・ジャルネに乗り替わりとなっている。なお、この競走では同年の日英仏のダービー馬が対戦した。

## 出走表
| 枠番 | 馬番 | 馬名（生産国）                               | 調教国       | 性齢 | 斤量 (kg) | 騎手                                        | 調教師                                    |
| 1    | 1    | ベリーナイスネーム Very Nice Name ()         | フランス     | 牡4  | 59.5      | P.コンヴェルティーノ Pierantonio Convertino | A.ドゥミユール Alban De Mieulle           |
| 2    | 5    | ミアンドル Meandre ()                        | チェコ       | 牡5  | 59.5      | U.リスポリ Umberto Rispoli                  | A.シャヴイエヴ Arslangirej Savujev        |
| 3    | 9    | ピリカ Pirika ()                             | フランス     | 牝5  | 58.0      | P.ブド Pierre-Charles Boudot                | A.ファーブル Andre Fabre                  |
| 4    | 7    | ゴーイングサムウェア Going Somewhere ()      | フランス     | 牡4  | 59.0      | G.ブノワ Gregory Benoist                    | D.スマガ David Smaga                      |
| 5    | 11   | リーディングライト Leading Light ()          | アイルランド | 牡3  | 56.0      | G.モッセ Gerald Mosse                       | A.オブライエン Aidan Patrick O'Brien      |
| 6    | 15   | ルーラーオブザワールド Ruler of the World () | アイルランド | 牡3  | 56.0      | R.ムーア Ryan Moore                         | A.オブライエン Aidan Patrick O'Brien      |
| 7    | 10   | フリントシャー Flintshire ()                 | フランス     | 牡3  | 56.0      | M.ギュイヨン Maxime Guyon                   | A.ファーブル Andre Fabre                  |
| 8    | 6    | オルフェーヴル Orfevre ()                    | 日本         | 牡5  | 59.5      | C.スミヨン Christophe Soumillon             | 池江泰寿 Yasutoshi Ikee                   |
| 9    | 17   | アンテロ Intello ()                          | フランス     | 牡3  | 56.0      | O.ペリエ Olivier Peslier                    | A.ファーブル Andre Fabre                  |
| 10   | 13   | ペンライパビリオン Penglai Pavilion ()       | フランス     | 牡3  | 56.0      | M.バルザローナ Mickael Barzalona            | A.ファーブル Andre Fabre                  |
| 11   | 14   | キズナ Kizuna ()                             | 日本         | 牡3  | 56.0      | 武豊 Yutaka Take                            | 佐々木晶三 Shozo Sasaki                   |
| 12   | 2    | ノヴェリスト Novellist ()                    | ドイツ       | 牡4  | 59.5      | J.ムルタ Johnny Murtagh                     | A.ヴェーラー Andreas Wohler               |
| 13   | 12   | オコヴァンゴ Ocovango ()                     | フランス     | 牡3  | 56.0      | S.パスキエ Stephane Pasquier                | A.ファーブル Andre Fabre                  |
| 14   | 4    | ジョシュアツリー Joshua Tree ()              | イギリス     | 牡6  | 59.5      | R.ヒューズ Richard Hughes                   | E.ダンロップ Edward Dunlop                |
| 15   | 18   | トレヴ Treve ()                              | フランス     | 牝3  | 54.5      | T.ジャルネ Thierry Jarnet                   | C.ヘッドマーレック Christiane Head-Maarek |
| 16   | 16   | サハワール Sahawar ()                        | フランス     | 牡3  | 56.0      | T.テュリエ Thierry Thulliez                 | C.フェルラン Christophe Ferland           |
| 17   | 8    | ハヤランダ Hayalanda ()                      | フランス     | 牝5  | 58.0      | F.ブロンデル Franck Blondel                 | L.オードン Loic Audon                     |
| 18   | 3    | アルカジーム Al Kazeem ()                    | イギリス     | 牡5  | 59.5      | J.ドイル James Doyle                        | R.チャールトン Roger Charlton             |

## 競走結果
| 着順 | 馬名               | 勝ち時計 |
| 1着  | Treve              | 2.32.04  |
| 2着  | Orfevre            | 5        |
| 3着  | Intello            | クビ     |
| 4着  | Kizuna             | 2        |
| 5着  | Penglai Pavilion   | 2        |
| 6着  | Al Kazeem          | 2        |
| 7着  | Ruler of the World | 短アタマ |
| 8着  | Flintshire         | 3/4      |
| 9着  | Going Somewhere    | ハナ     |
| 10着 | Meandre            | 短クビ   |
| 11着 | Sahawar            | クビ     |
| 12着 | Leading Light      | ハナ     |
| 13着 | Joshua Tree        | 2        |
| 14着 | Ocovango           | 3/4      |
| 15着 | Pirika             | 短クビ   |
| 16着 | Very Nice Name     | 2        |
| 17着 | Hayalanda          | 3        |
| 取消 | Novellist          |          |